# SONIC ENM
SONIC ENM은 대한민국의 엔터테인먼트를 주로 시행하는 기업이다. 2022년 9월 30일에 설립된 기업이다.

## 설명
SONIC ENM은 여행, 관광, 무역, 미디어, 부동산, 엔터테인먼트를 모두 총괄 업무하는 기업으로 본사는 서울특별시 강남구 삼성동 91-7번지에 위치하고 있다. 본사는 대한민국에 있지만 아랍에미리트의 두바이에도 지사를 두고 있으며 두바이에서는 SONIC MOTO(소닉 모토)라는 이름으로 운영된다. 유튜브를 통하여 각종 여행, 관광, 무역, 미디어, 부동산, 엔터테인먼트에 관련된 콘텐츠를 만들고 있으며 회사의 정책은 회의실에서 결정하게 된다. 유튜브에서 채널을 제작하는 경우에는 대한민국 유튜버들과 같이 콘텐츠를 제작하며 그밖에 VIP 투어도 SONIC ENM에서 함께 제공하고 있다.

## 같이 보기
- 엔터테인먼트
- 기업